# Abercarn
Abercarn es un pequeño pueblo en la comunidad de Gales del Sur, 10 millas al noroeste de Newport sobre la A467 entre Cwmcarn y Newbridge, Caerphilly.

## Historia
El distrito fue asociado tradicionalmente con instalaciones de minas de carbón, fundición de hierro y trabajos de hojalata de South Wales coalfield y de South Wales Valleys, aunque todos han cerrado para 2008; el pueblo, que se encuentra en el medio del valle de Ebbw, situado al lado sureste de la una vez gran región minera de Glamorgan y Monmouthshire.

## Gobierno local
El área fue parte de la antigua Monmouthshire, parroquia de Mynyddislwyn hasta finales del siglo XIX. En 1892 fue formado el concejo local de salud y el gobierno distrital local de Abercarn. Este se convirtió en el distrito urbano de Abercarn en 1894, gobernado por un concejo urbano distrital de doce miembros.